# Real Sociedad Deportiva Alcalá
La Real Sociedad Deportiva Alcalá è una società calcistica spagnola con sede a Alcalá de Henares, vicino a Madrid. Fondata nel 1929, milita attualmente nel gruppo 2 della Segunda División B. La squadra gioca nello stadio "Virgen del Val" che ha capacità di 8000 spettatori.
| Stagione | Lega | Post | Copa del Rey |
| -------- | ---- | ---- | ------------ |
| 1940/41  | 3ª   | 2    |              |
| 1943/44  | 3ª   | 6    |              |
| 1949/50  | 3ª   | 13   |              |
| 1950/51  | 3ª   | 15   |              |
| 1960/61  | 3ª   | 10   |              |
| 1961/62  | 3ª   | 10   |              |
| 1962/63  | 3ª   | 8    |              |
| 1963/64  | 3ª   | 12   |              |
| 1964/65  | 3ª   | 14   |              |
| 1965/66  | 3ª   | 7    |              |
| 1966/67  | 3ª   | 3    |              |

| Stagione | Lega | Post | Copa del Rey |
| -------- | ---- | ---- | ------------ |
| 1967/68  | 3ª   | 5    |              |
| 1968/69  | 3ª   | 10   |              |
| 1969/70  | 3ª   | 11   |              |
| 1977/78  | 3ª   | 4    |              |
| 1978/79  | 3ª   | 6    |              |
| 1979/80  | 3ª   | 1    |              |
| 1980/81  | 2ªB  | 14   |              |
| 1981/82  | 2ªB  | 8    |              |
| 1982/83  | 2ªB  | 16   |              |
| 1983/84  | 2ªB  | 7    |              |
| 1984/85  | 2ªB  | 16   |              |

| Stagione | Lega | Post | Copa del Rey |
| -------- | ---- | ---- | ------------ |
| 1985/86  | 2ªB  | 17   |              |
| 1986/87  | 3ª   | 4    |              |
| 1987/88  | 2ªB  | 9    |              |
| 1988/89  | 2ªB  | 7    |              |
| 1989/90  | 2ªB  | 15   |              |
| 1990/91  | 2ªB  | 20   |              |
| 1991/92  | 3ª   | 4    |              |
| 1992/93  | 2ªB  | 20   |              |
| 1993/94  | 3ª   | 20   |              |
| 1995/96  | 3ª   | 10   |              |
| 1996/97  | 3ª   | 3    |              |
| 1997/98  | 3ª   | 5    |              |

| Stagione | Lega | Post | Copa del Rey |
| -------- | ---- | ---- | ------------ |
| 1998/99  | 3ª   | 10   |              |
| 1999/00  | 3ª   | 4    |              |
| 2000/01  | 3ª   | 5    |              |
| 2001/02  | 2ªB  | 11   |              |
| 2002/03  | 2ªB  | 10   |              |
| 2003/04  | 2ªB  | 16   |              |
| 2004/05  | 2ªB  | 4    |              |
| 2005/06  | 2ªB  | 17   |              |
| 2006/07  | 3ª   | 1    |              |
| 2007/08  | 3ª   | 3    |              |
| 2008/09  | 3ª   | 1    |              |
| 2009/10  | 2ªB  | -    |              |

- 16 Stagioni Segunda División B
- 28 Stagioni Tercera División

## Palmarès

### Competizioni nazionali
- Tercera División: 2

1979-1980, 2008-2009
- Tercera Federación: 1

2024-2025 (gruppo 7)

### Altri piazzamenti
- Copa Federación de España:

Finalista: 1997-1998